# Marie de Brunswick-Lunebourg
Marie de Brunswick-Lunebourg (13 janvier 1566 à Schladen; 13 août 1626 à Lauenbourg) est une princesse de Brunswick-Wolfenbüttel par la naissance et par son mariage une duchesse de Saxe-Lauenbourg.

## Biographie
Marie est la fille du duc Jules de Brunswick-Wolfenbüttel (1528-1589) de son mariage avec Edwige (1540-1602), fille de l'électeur Joachim II Hector de Brandebourg.
Elle épouse le 10 novembre 1582  à Wolfenbüttel le duc François II de Saxe-Lauenbourg (1547-1619). Elle était sa deuxième épouse. Elle reçoit le château de Franzhagen comme douaire.
Marie meurt en 1626, et est enterrée aux côtés de son mari dans la crypte ducale de l'église de la Madeleine à Lauenbourg.

## Descendance
Marie et François eu 14 enfants, dont 12 atteignent l'âge adulte:
- François-Jules (13 septembre 1584 – 8 octobre 1634, Vienne), ∞ le 14 mai 1620 Agnès de Wurtemberg (Stuttgart, 7 mai 1592 – 25 novembre 1629, ibidem), fille du duc Frédéric Ier.
- Jules-Henri (Wolfenbüttel, 9 avril 1586 – 20 novembre 1665, Prague), duc de Saxe-Lauenbourg entre 1656 et 1665.
- Ernest-Louis (7 juin 1587 – 15 juillet 1620, Aschau).
- Hedwige-Sibylle (15 octobre 1588 – 4 juin 1635).
- Julienne (26 décembre 1589 – 1er décembre 1630, Norburg), ∞ le 1er août 1627 à Frédéric de Schleswig-Holstein-Norbourg (26 octobre 1581 – 22 juillet 1658), fils de Jean de Schleswig-Holstein-Sonderbourg.
- Joachim-Sigismond (31 mai 1593 – 10 avril 1629).
- François-Charles (2 mai 1594 – 30 novembre 1660, Neuhaus), ∞ à Barth , le 19 septembre 1628 (1) Agnès de Brandebourg (Berlin, 27 juillet 1584 – 16 mars 1629, Neuhaus), fille de l'électeur Jean II Georges de Brandebourg; ∞ à Ödenburg le 27 août 1639 (2) à Catherine de Brandebourg (Königsberg, 28 mai 1602 – 9 février 1649, Schöningen), fille de l'électeur Jean III Sigismond de Brandebourg.
- Rodolphe-Maximilien (18 juin 1596 – 1er octobre 1647, Lübeck); ∞ Anna Catherine de Dulcina.
- Hedwige-Marie (7 août 1597 – 29 août 1644), ∞ en 1636, au Prince Annibal Gonzague de Bozzolo (1602 – 2 août 1668).
- François-Albert (de) (31 octobre 1598 – 10 juin 1642, Schweidnitz); ∞ le 21 février 1640 à Güstrow à Christine Marguerite de Mecklembourg-Güstrow (Güstrow, 31 mars 1615 – 6 août 1666, Wolfenbüttel), fille de Jean-Albert II de Mecklembourg-Güstrow.
- Sophie (Lauenbourg sur l'Elbe, le 24 mai 1601 – 21 février 1660, Glücksbourg); ∞ le 23 mai 1624 à Neuhaus à Philippe de Schleswig-Holstein-Sonderbourg-Glucksbourg (15 mars 1584 – 27 septembre 1663), fils de Jean de Schleswig-Holstein-Sonderbourg.
- François-Henri (9 avril 1604 – 26 novembre 1658), ∞ le 13 décembre 1637 à Treptow an der Rega avec la comtesse Marie-Julienne de Nassau-Siegen (Siegen 14 août 1612 – 21 janvier 1665, château de Franzhagen près de Schulendorf), fille de Jean VII de Nassau-Siegen.